# Есе (Орн)
Есе (фр. Essay) насеље је и општина у северној Француској у региону Доња Нормандија, у департману Орн која припада префектури Алансон.
По подацима из 2011. године у општини је живело 540 становника, а густина насељености је износила 33,77 становника/km². Општина се простире на површини од 15,99 km². Налази се на средњој надморској висини од 160 метара (максималној 206 m, а минималној 141 m).

## Демографија
| 1962. | 1968. | 1975. | 1982. | 1990. | 1999. | 2011. |
| ----- | ----- | ----- | ----- | ----- | ----- | ----- |
| 517   | 523   | 461   | 500   | 516   | 500   | 540   |

График промене броја становника у току последњих година